# Druckluftrakete
Eine Druckluftrakete ist eine Rakete, bei der Druckluft als Energiespeicher dient. Das physikalische Prinzip beruht dabei auf dem auf als Reaktions- oder Wechselwirkungsprinzip bekannten 3. Newton’schen Gesetz (Actio und Reactio). Nach diesem Prinzip funktionierende Antriebe heißen Kaltgastriebwerk und werden in verschiedensten Raumflugkörpern eingesetzt.

## Rückstoßprinzip
Nach dem Rückstoß-Prinzip wirkt auf einen Körper eine Kraft, wenn von diesem Masse fortgeschleudert wird:
{\displaystyle F_{\mathrm {R} }={\dot {m}}\cdot v} (in Newton)
Dabei ist {\displaystyle F_{\mathrm {R} }} die Reaktionskraft, {\displaystyle {\dot {m}}} die pro Zeitspanne durch die Düse strömende Masse (in kg/s) und {\displaystyle v} die Ausströmgeschwindigkeit (in m/s). Die erzeugte Kraft ist der Ausströmrichtung entgegengesetzt. Nach diesem Prinzip funktionieren grundsätzlich alle Raketen.

## Reine Druckluftraketen
Bei reinen Druckluftraketen dient die Druckluft als Energiespeicher und zugleich als einziges Medium, das nach hinten (als Rückstoßmedium) ausgestoßen wird. Die primitivste Form der Druckluftrakete ist ein aufgepumpter Luftballon, dessen Öffnung man mit der Hand zuhält und der beim Loslassen durch den von der ausströmenden Luft verursachten Rückstoß aufsteigt.

## Steigerung der Leistungsfähigkeit
Eine Möglichkeit, die Leistung zu erhöhen, ist das Hinzufügen von Flüssigkeiten (in der Regel Wasser), die dann durch den Druck aus der Düse gepresst werden. Zwar sinkt dadurch das Volumen, das zur Aufnahme der Druckluft und damit zur Energiespeicherung zur Verfügung steht, aber durch die Erhöhung des Massendurchsatzes {\displaystyle {\dot {m}}} wird die Rückstoßkraft enorm gesteigert. Derartig modifizierte Druckluftraketen nennt man Kaltwasserraketen.